# Trágyabadargomba
A trágyabadargomba (Deconica merdaria) a harmatgombafélék családjába tartozó, Eurázsiában, Észak-Amerikában és Ausztráliában honos, trágyán növő, nem ehető gombafaj.

## Megjelenése
A trágyabadargomba kalapja 1-4 cm széles, kezdetben félgömb alakú, majd domborúan vagy harangszerűen, idősen széles domborúan kiterül, közepe kissé benyomott lehet. Felszíne sima, fiatalon nyálkás, később száraz. Higrofán: színe nedvesen sárgásbarna vagy vörösesbarna; kiszáradva halványbarna, halványokkeres. Széle néha áttetszően bordázott és fehér burokmaradványok lehetnek rajta. 
Húsa halvány okkerbarnás. Szaga és íze nem jellegzetes.
Lemezei szélesen tönkhöz nőttek, élük fogazott és fehéres. Színük fiatalon halvány szürkéslilás, majd barnás-szürkéslilás, idősen feketésbarna. A fiatal lemezeket fehér részleges burok védi.
Tönkje 3-9 cm magas és 0,1-0,6 cm vastag. Alakja egyenletesen hengeres vagy a tövénél kissé megvastagodott, belül üreges. Felszíne a gallérzóna alatt szálas, a csúcsán deres. Színe szalmasárga, sárgásbarna, piszkosbarna, esetleg lilás-borszín árnyalattal. A lemezeket védő burok keskeny gallérzónát hagyhat maga után. 
Spórapora lilásbarnás, lilásfeketés. Spórája ellipszis alakú vagy kissé szögletes, a tengely felől nézve hatszögletű; sima, vastag falú, mérete 11-13 × 6,5-8 µm.

### Hasonló fajok
A ganéjbadargombával, a tejfehér haranggombával, a bordás badargombával, a réti trágyagombácskával lehet összetéveszteni. 

## Elterjedése és termőhelye
Eurázsiában, Észak-Amerikában és Ausztráliában honos. Magyarországon ritka.  
Növényevő állatok (ló, tehén, juh, nyúl, szarvas stb.) trágyáján, vagy jól trágyázott legelőkön, réteken nő. Nyártól őszig terem.
Nem ehető. Egyes badargombáktól eltérően pszichoaktív anyagot (pszilocibin) nem tartalmaz.  

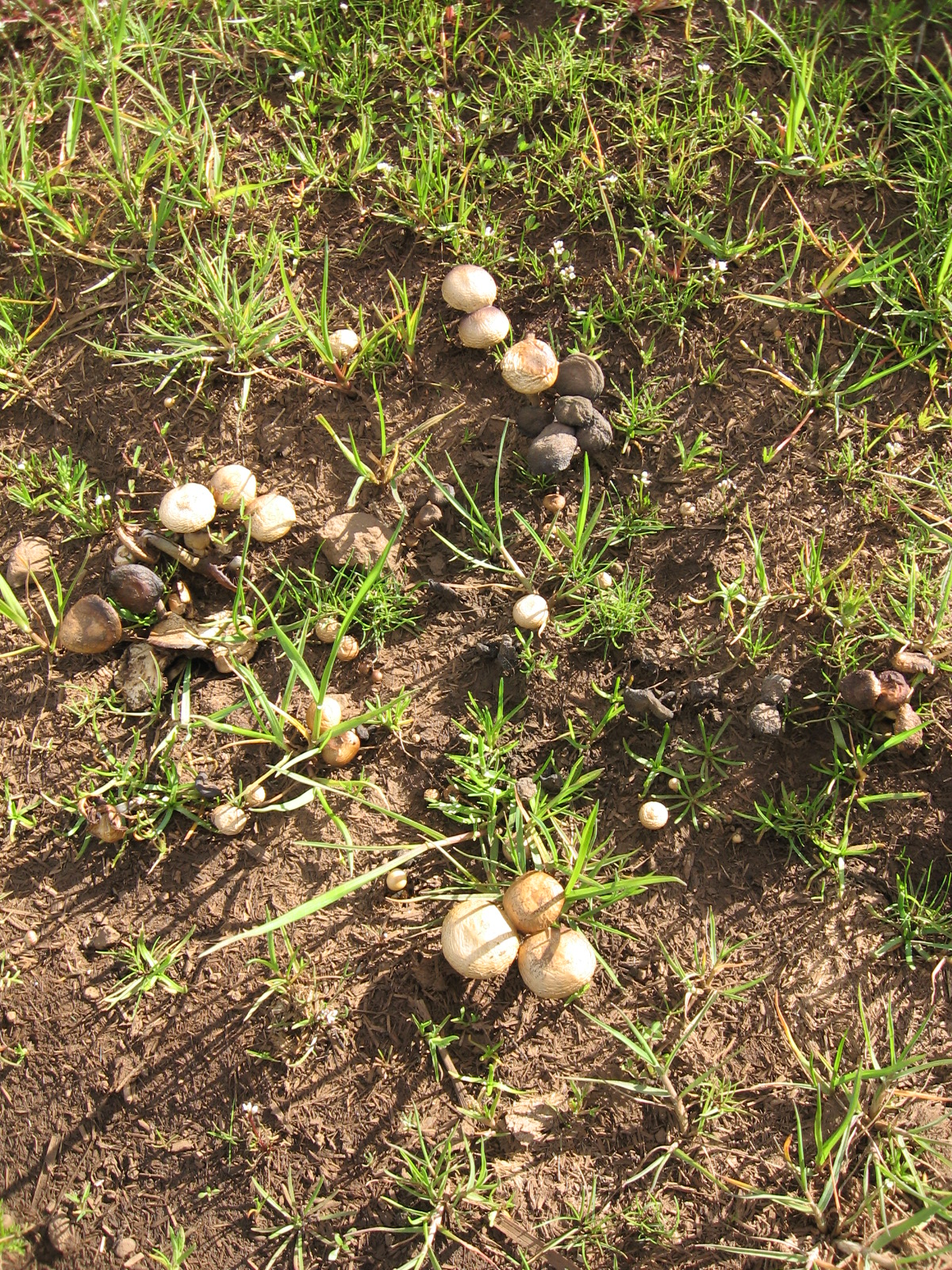
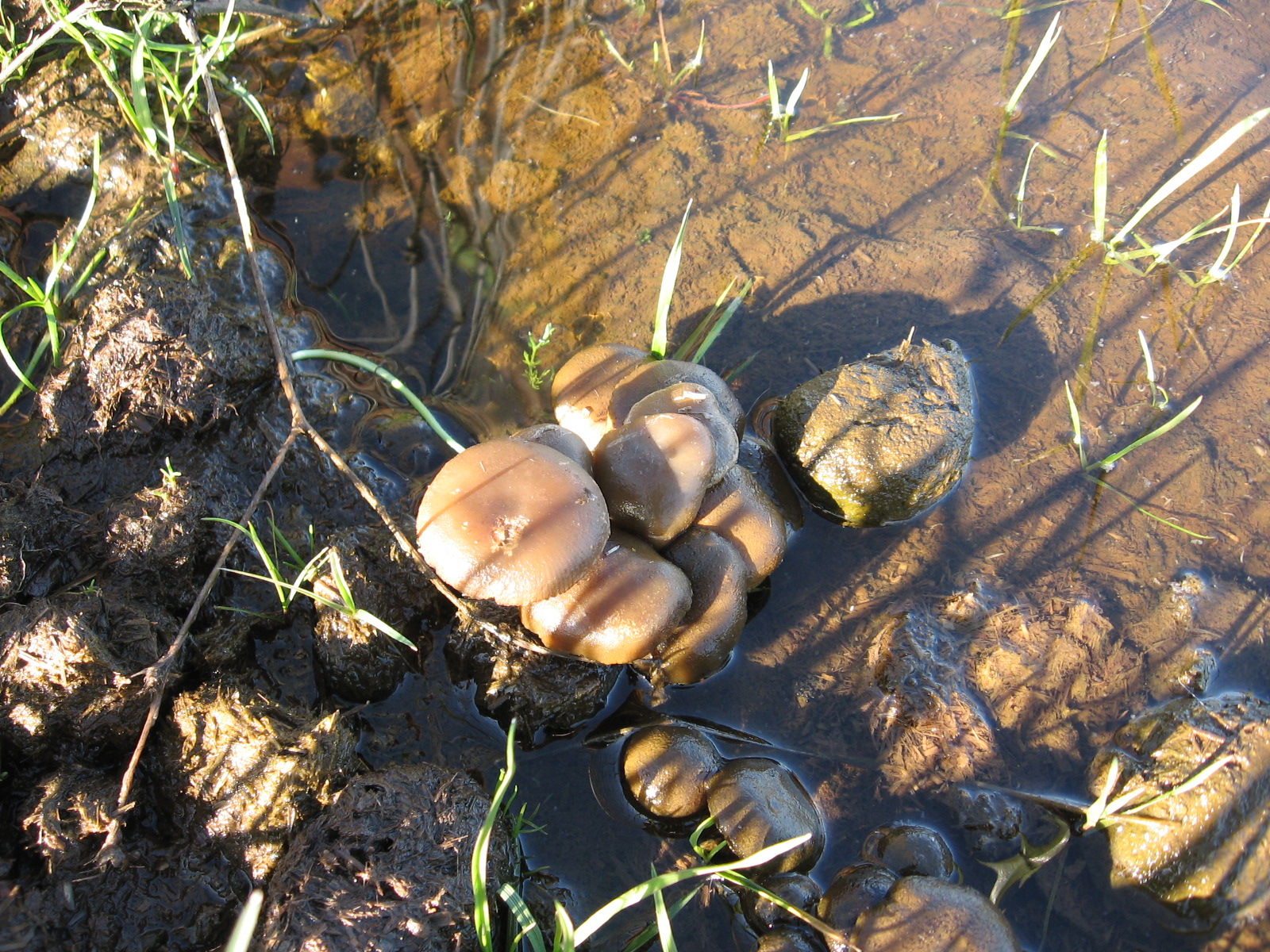
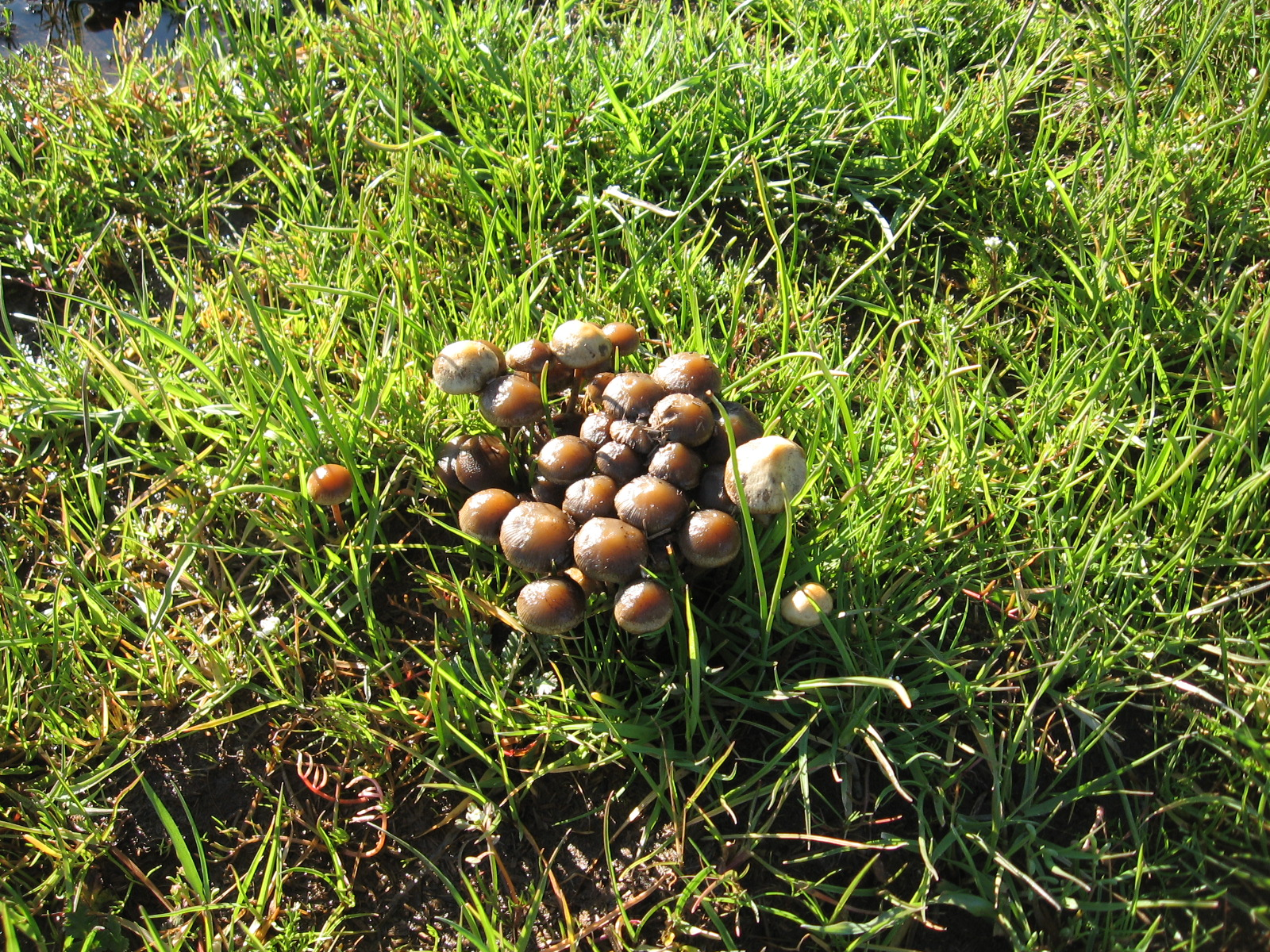
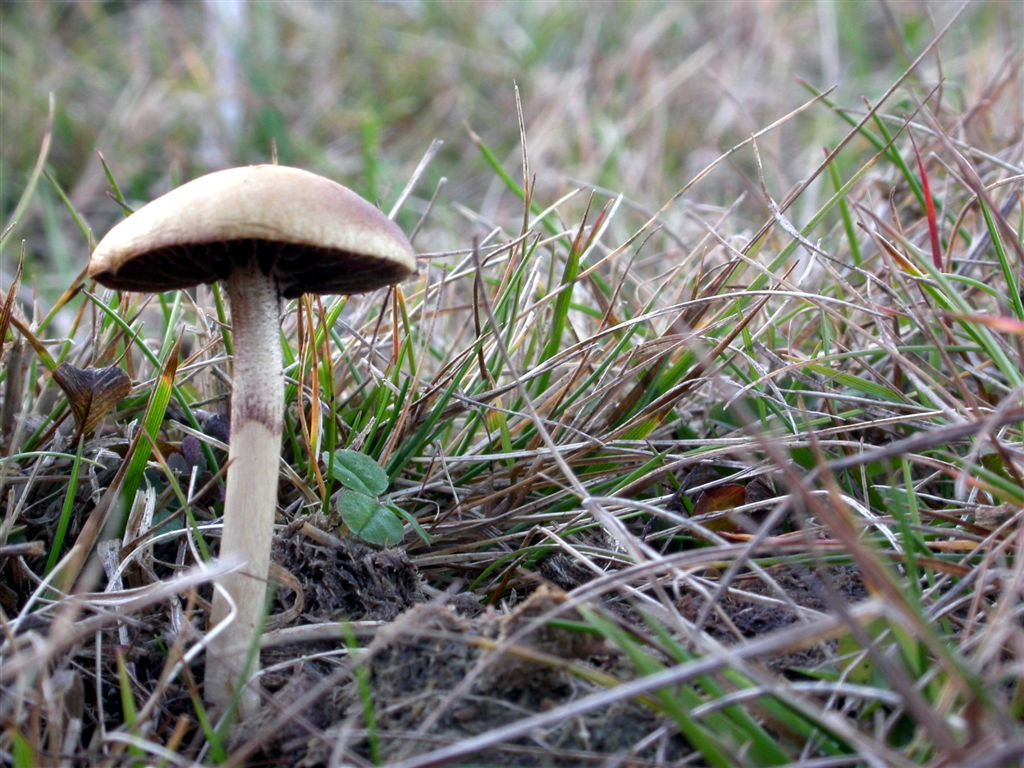
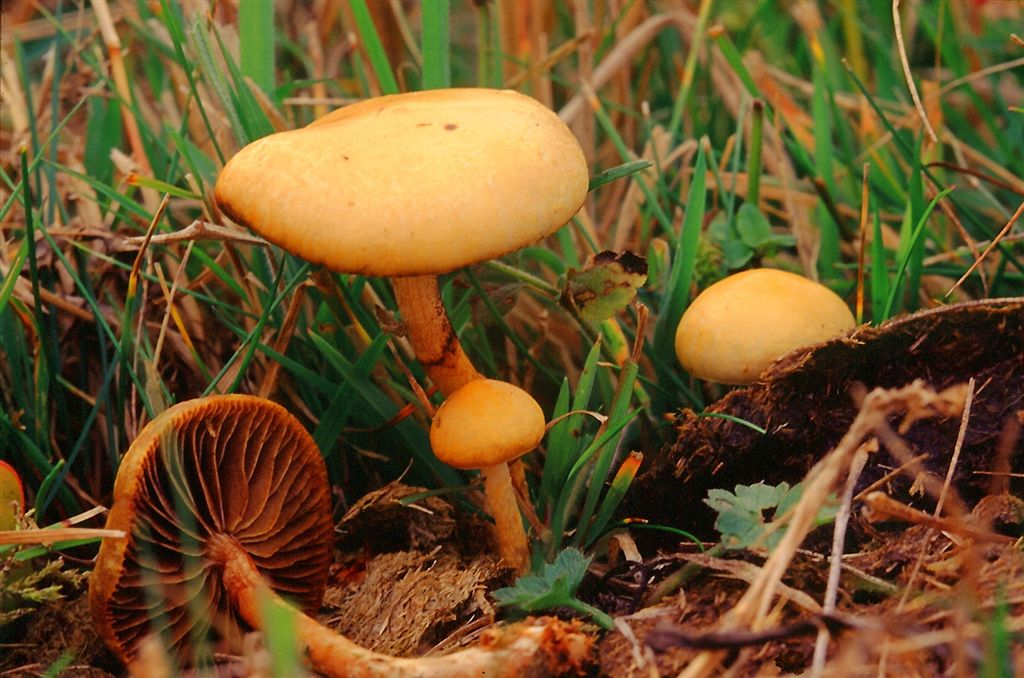